# Pavillon des Arts de Pau
Le Pavillon des Arts est un lieu d'exposition situé à Pau qui accueille également le Centre d'interprétation de l'architecture et du patrimoine dans le cadre de l'inscription de la ville au label Villes et pays d'art et d'histoire. Construit en 1831 à flanc de coteau puis très largement remodelé en 1907, le Pavillon des Arts occupa différentes fonctions au cours de son histoire : maison des bains, salle des fêtes et même casino provisoire.

## Situation
Le Pavillon des Arts est situé en face de la Place Royale de Pau, inséré dans un coteau au sommet duquel la ville s'est historiquement développée. Le toit du Pavillon des Arts fait désormais office de base de départ au funiculaire de Pau pour descendre vers la gare depuis le boulevard des Pyrénées.

## Histoire
En 1828, la ville de Pau autorise la construction d'un établissement de bains-douches qui fonctionne de 1831 à 1884. Outre des cabines de bains, ce bâtiment comprenait également deux appartements de dix pièces chacun, offerts à la location. Cette réalisation est l'un des prémices de grand développement urbain de la deuxième moitié du XIXe siècle que va vivre Pau sous l'effet de la villégiature. Réputée pour son climat doux, Pau devient une station climatique pour des hivernants fortunés venus de toute l'Europe et notamment du Royaume-Uni.
La municipalité rachète l'établissement en 1884 et y effectue d'importants travaux et d'agrandissements pour installer provisoirement le casino du Midi. Il s'agit à l'époque d'un haut lieu de la vie mondaine paloise : divers salons, une grande salle des fêtes, une salle de billard et un promenoir couvert bordant toute la façade sud de l'édifice sont ainsi créés. Le Casino provisoire fermera ses portes en 1899 lors de l'inauguration du tout nouveau Palais Beaumont.
Au début du XXe siècle, la période est aux grands projets urbains à Pau. L'ingénieur Adolphe Alphand se voit confier la réalisation du boulevard des Pyrénées pour relier le château de Pau au parc Beaumont par-dessus le Pavillon des Arts. Il préconise d’emblée d'élargir la Place Royale qu'il trouvait trop étroite les jours de fête. En 1907, l'architecte Léopold Carlier dessine alors une ossature en béton armé qui enrobe l'édifice. Cette enveloppe cache ainsi la façade initiale et réussit une parfaite intégration au Boulevard grâce à la rangée de balustres qui assure la liaison entre les deux ouvrages. Le toit du Pavillon est désormais la terrasse de la Place Royale et devient donc le point de rattachement privilégié des promeneurs. La création de la palmeraie en 1900, du parc de la gare et l'inauguration du funiculaire de Pau en 1908 compléte l'environnement de l'édifice. Depuis lors, le Pavillon des Arts cultive le paradoxe d'être aussi discret vu d'en haut que monumental vu d'en bas.

## Aujourd'hui
Resté propriété municipale, l'édifice connaît de multiples transformations et usages, abritant au fil du temps perception publique, salle d'exposition et bureaux. En 2010, la municipalité de Pau décide de lancer un vaste chantier de restauration pour la sauvegarde et la réhabilitation du Pavillon des Arts, toujours accessible par un sentier et par le funiculaire. L’objectif étant de redonner à l’édifice, témoin des fastes années de villégiature paloise, une place active au cœur de la cité, et d’en faire un lieu de rencontre entre experts et citoyens, un lieu de promenade, de débats et de discussions.
Le pavillon des Arts ainsi que les éléments constitutifs du funiculaire (rotonde, tour et son mécanisme et le viaduc) sont protégés au titre des monuments historiques par un arrêté du 16 août 2023.

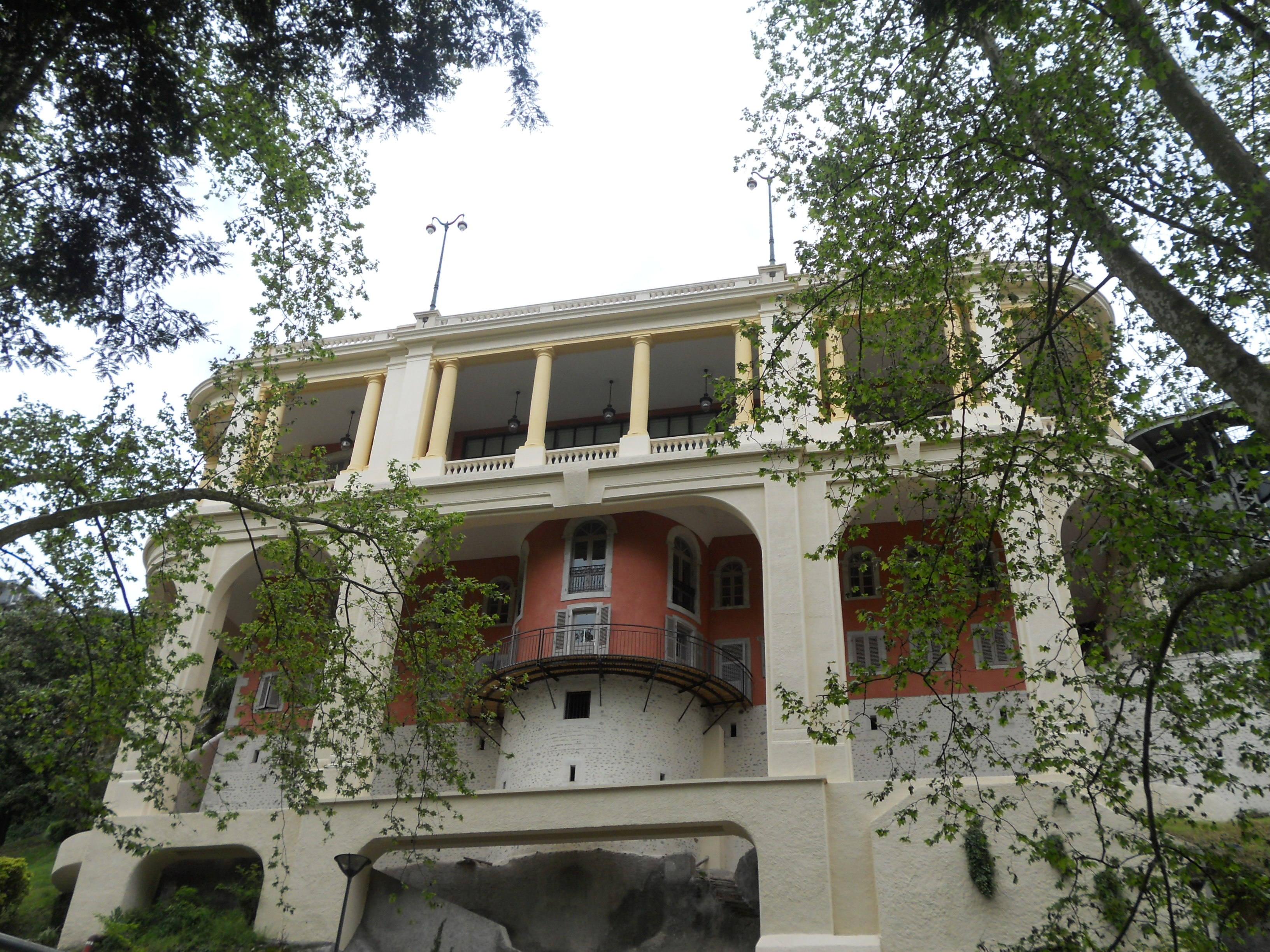
Pavillon des Arts vu d'en bas.
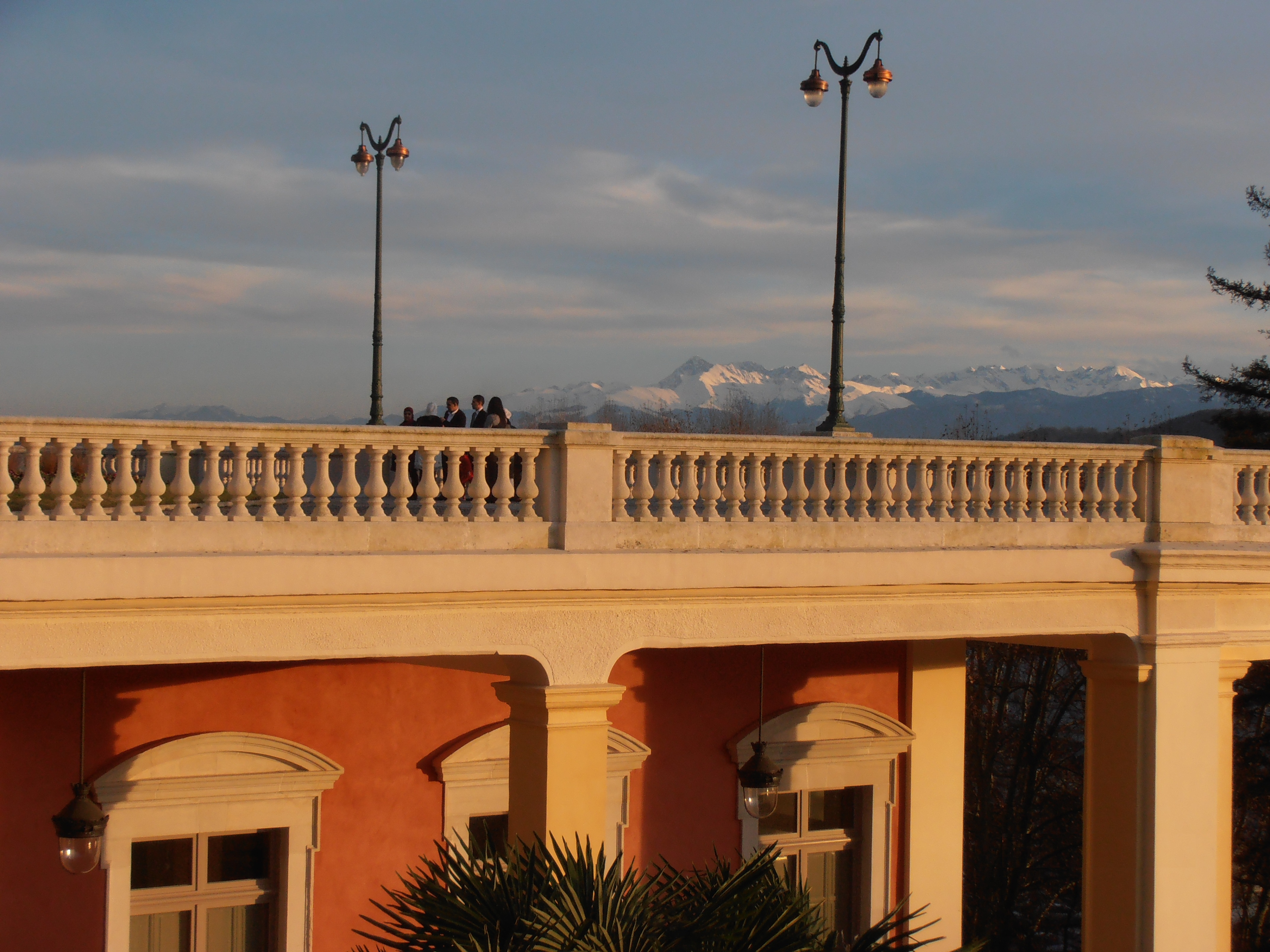
La terrasse du Pavillon des Arts.